# Atractylodes amurensis
Atractylodes amurensis là một loài thực vật có hoa trong họ Cúc. Loài này được (Freyn ex Kom.) H.S.Pak mô tả khoa học đầu tiên năm 1999.